# Szenttamáskáta
Szenttamáskáta a Káta nemzetség ősi birtokai közé tartozott. Nevét 1467-ben még Szent-Tamáskátája néven említette egy oklevél.
A helység - valószínűleg - a török hódoltság alatt, az 1675 utáni időkben elnéptelenedett a környék többi Káta nevű településével együtt. 
1675-ben Szent-Lőrinczkáta, Tamás-Káta és Boldog-Káta még egy helység volt.
1695-ben Szentlőrinckáta neve még nem fordult elő az összeírásokban a lakott helységek között. Újratelepülése 1695-1715 között történt, 1703-ban már Sőtér Ferenc, Pest vármegye alispánjának birtoka volt.
Tamáskáta-puszta Szunyogos-pusztával együtt Szentlőrinczkátához tartoztak a 20. század elején. Tamáskáta-puszta birtokosa ekkor Katona Gyula volt.
Tamáskáta-puszta ma is Szentlőrinckátához tartozik.